# 機動戦士ガンダムの登場人物 ジオン公国軍 (た行-わ行)
機動戦士ガンダムの登場人物 ジオン公国軍（きどうせんしガンダムのとうじょうじんぶつ ジオンこうこくぐん）は、テレビアニメおよびアニメーション映画『機動戦士ガンダム』に登場する架空の人物のうち、ジオン公国軍の軍人及び軍属、またはジオン公国の政治家など、主にジオンに関わる非民間人の内、た行からわ行の人物を列挙する。
担当声優は特筆がない限りはテレビ版での配役。テレビ版にて複数の声優が演じていた場合の担当話数については「ガンダム・エイジ ガンプラ世代のためのガンダム読本」を参照とする。
民間人に関しては機動戦士ガンダムの登場人物 民間人を、地球連邦軍に所属している人物は機動戦士ガンダムの登場人物 地球連邦軍を参照。また、特に説明が必要な人物は各人の項目を、ザビ家に属する人物に関してはザビ家を、黒い三連星に関しては黒い三連星を参照。

## 個別記事のある人物
以下の人物は各人の項目を参照。
- マ・クベ
- ララァ・スン
- ランバ・ラル

以下の人物はザビ家を参照。
- デギン・ソド・ザビ
- ドズル・ザビ
- ナルス・ザビ
- ミネバ・ラオ・ザビ

以下の人物は黒い三連星を参照。
- マッシュ

## タ行

### タチ
声 - 永井一郎 / 兼本新吾（劇場版II）/ 北沢力（THE ORIGIN）
ランバ・ラル隊の一員で階級は中尉。ラル亡き後、残存部隊の補佐を務めた。部隊最後の攻撃にザクII（マゼラトップ砲装備）で出撃。古来より伝わる「錐の戦法」を提案しホワイトベース撃破を試みる。ホワイトベースにぶつけるために爆薬を満載したカーゴ（ギャロップの居住ブロック）に、ガンダムが動きを止めるべく取り付く。そこを背後からガンダムにヒートホークで攻撃を仕掛けていた際に肘でかち上げられ、別のマゼラトップと衝突したザクと共に爆死した。
漫画『機動戦士ガンダム THE ORIGIN』では、フルネームはタチ・オハラとされる。ジオン共和国時代に、常連として通っていた店の歌姫クラウレ・ハモンに懸想していたことから、軍務のかたわら自主的に店の用心棒を務めるという設定となっており、その流れからラルとも面識があった。また、ジンバ・ラルとキャスバル、アルテイシア兄妹を地球に送る手伝いをしている。当初は頼りない青年士官であったが、「ルウム編」では情報部所属の軍人として再登場。開戦後はキシリア機関の目を掻い潜りセイラと接触し、キャスバルとシャアの関連を匂わせる情報を届けている。その後は地球で諜報活動に就いていたが、ラルの戦死と、ホワイトベースに対するハモンの仇討ち計画を知り、旧型ザクとマゼラアタックなどの装備とホワイトベースの進路情報を手に馳せ参じる。自身もザクに搭乗してホワイトベースに特攻をかけるがガンタンクの射撃を受け、最後にハモンの役に立てて本望と言い残して戦死。またハモンとの再会時に、ラルほどの人材を捨て駒にするジオンに明日はないと敗戦を予言していた。
小説版『ジオニックフロント 機動戦士ガンダム0079』では、闇夜のフェンリル隊隊長のゲラート・シュマイザーと知り合いという設定になっている。
漫画『機動戦士ガンダム MSV-R 宇宙世紀英雄伝説 虹霓のシン・マツナガ』では内務情報局の所属として登場。ルウム戦役後に捕虜としたレビル将軍を奪還するために潜入していた連邦軍スパイの摘発を行っていた。

### ダルシア・バハロ
声 - 大山高男（機動戦士ガンダム 一年戦争） / 辻親八（SDガンダム GGENERATION SPIRITS）
テレビ版には未登場であり、ビジュアルとしては劇場版III『めぐりあい宇宙編』から安彦良和による新規作画で登場したキャラクター。名前の初出は小説版で、42歳とされる。
肩書きとしてはジオン公国の首相だが、議会や軍部をギレンが掌握している為に実質的な権力はなく、デギン公王と共に象徴として置かれた傀儡に過ぎない。一年戦争終盤にデギンの意を受けて連邦との和平工作を行うが、事実上の最高権力者であるギレンが徹底抗戦の意志を持っていたため工作は不調に終わる。しかしザビ家が実質上崩壊したため、国名を「ジオン共和国」に戻し、宇宙世紀0080年1月1日に共和国の首相として地球連邦と終戦協定を結び、その後長期政権を築く。
なお、小説版ではデギンの意を受けて連邦との和平工作を図るにとどまらず、ハモンをア・バオア・クーのキシリアの元へ派遣して要塞空域からの避難勧告まで行なっている。これにより辛くもソーラ・レイの直撃を免れたキシリアによってギレンは射殺され、直後にキシリアもシャアの裏切りで死亡したため、結果論としてザビ家滅亡を裏で画策した形となってしまう。
OVA『機動戦士ガンダム 第08MS小隊』映像特典『宇宙世紀余話』では、連邦との終戦協定の締結という自分自身の権限での初仕事を成し遂げた直後、散歩に出かけてゆく彼の姿で締めくくられている。
ゲーム『機動戦士ガンダム めぐりあい宇宙』のオリジナルストーリーである『機動戦士ガンダム外伝 宇宙、閃光の果てに…』では、ア・バオア・クー戦の結果（ギレンとキシリアの戦死）が明らかになる前に首相が独自の判断で連邦との和平交渉のためにグラナダへ向かっていたという新解釈となっている。また、漫画『機動戦士ガンダム ギレン暗殺計画』にも登場するが前述の外伝の設定を引き継ぎ、サイド3を留守にしており後事を副首相に任せているため、ほとんど描かれていない。いずれもビジュアルは概ね劇場版に準じたものとなっている。
漫画『MSV-R 虹霓のシン・マツナガ』では、デギンにマツナガ議員の死を知らせるとともに、和平交渉への決心を促す。その後、議員の息子であるシン・マツナガ大尉に、父親を守れなかったことを詫びる。エピローグでは終戦協定のためにグラナダに入港する、ダルシアの乗るチベとペガサス級サラブレッドが描かれている。
宇宙世紀0096年を舞台とする小説版『機動戦士ガンダムUC』、および0097年を舞台とする劇場アニメ『機動戦士ガンダムNT』では長男であるモナハン・バハロがジオン共和国の政治家（前者では国防大臣、後者では外務大臣）として登場する。また漫画版『NT』の「過去編」ではモナハンとともに0075年の様子がわずかであるが描かれる。ダルシアとは明言されないが、当時は「バハロ議員」と呼ばれている。一年戦争時と比べて細身であり、口髭を生やしている。

### ダロタ
声 - 古川登志夫
ガルマの部下で階級は中尉。ガルマ戦死後、彼の復讐を遂げんと基地を訪ねてきたイセリナの気迫に圧され、彼女をエスコートして3機の攻撃空母ガウで出撃した。ガウでガンダムヘ特攻した際に右手に怪我を負い、激突のショックで戦死した。その後、イセリナがガウからアムロを狙い撃とうとした銃は、操縦席に突っ伏したまま動かなくなった彼のホルスターから抜き取ったものである。劇場版では上記のエピソードがカットされたため、登場しない。

### デニム
声 - 緒方賢一（テレビ版・劇場版I） / 廣田行生（特別版）/ 大畑伸太郎（THE ORIGIN） / 後藤光祐（『GQuuuuuuX』）
1話でV作戦の偵察のためサイド7にザクで侵入した小隊の隊長で階級は曹長。ジオン公国宇宙攻撃軍の所属。スレンダーには待機を命じ（これがガンダムシリーズにおける登場人物の発した最初のセリフである）、ジーンと共にスペースコロニー内へ侵入。搬入される地球連邦製のモビルスーツ及び関連パーツを発見する。しかし、ジーンが功を焦って攻撃に入り、偵察任務は一転して急襲となってしまう。そしてアムロが搭乗したガンダムの反撃でジーンのザクが撃破されると、怒りに任せて左回し蹴りを見舞おうとするが、ビームサーベルでコクピットを貫かれ戦死する。
漫画『機動戦士ガンダム THE ORIGIN』では、公式設定本にて書き下ろされたエピソードにて初めからジーンを制止できず、後の暴走を許してしまうことをほのめかしている。また「ルウム編」では、ルウム戦役後ドズルからシャアに与えられたムサイのMS部隊に所属しており、レビル奪還作戦を行っていた連邦の艦船を臨検するシャアに同伴している。
小説版では階級がドレンやムサイ艦長と肩を並べる中尉となっており、「若僧」シャアへの対抗心と功名に逸りザクでスペースコロニー内での戦端を開いたのもジーンではなく彼である。ジーンのザクを瞬く間に撃破したガンダムの性能に驚いてサイド7を脱出した後、ガンダムと戦闘するシャアを援護しようとしたところをビームライフルに撃ち抜かれて戦死、とテレビ版でのジーンとスレンダーの役割をまとめたかのような役どころであった。
ゲーム『機動戦士ガンダム』では、デニムがヘルメットを脱いだ姿で登場するムービーがある。
テレビアニメ『機動戦士Gundam GQuuuuuuX』での階級はTV版と同じく曹長。ジーンのザクが不調で偵察任務から外され、代わりにシャアが出撃する。当然、陣頭指揮も彼の上官であるシャアに移っている。サイド7・1バンチに侵入後、地球連邦軍のV作戦の施設を発見する。しかし、閃きを得たシャアの命令によりモビルスーツと関連パーツへの攻撃を開始する。最初に無人のガンダムを発見し破壊しようとするが、シャアに止められ、シャアがガンダムを強奪する迄の援護を命じられる。シャアの援護中に出撃してきたガンキャノンと戦闘となり、右肩のシールドを損傷した際に転倒し絶体絶命の窮地に陥るが、ガンダムに乗り込んだシャアがガンキャノンを撃破したことで事無きを得ている。
この時のガンキャノンは、TV版の彼のザクと同じような最期を遂げている。
その後のサイド7から撤退時にはスレンダーと共に、鹵獲艦ペガサスの護衛任務に就いている。

### デミトリー
声 - 永井一郎（テレビ版・第31話） / 古川登志夫（テレビ版・第32話、ゲーム作品） / 細井重之（ギレンの野望シリーズ〈ジオンの系譜まで〉） / 長嶝高士（機動戦士ガンダム 一年戦争）
ザクレロのテストパイロットで、階級は曹長。反っ歯が特徴的。上官のトクワンを慕っており、ビグロが撃破された直後にシャアへ仇討ちのための出撃を願い出て却下されている。その後、廃棄予定であったザクレロに乗り込み、シャアに無断で出撃した。戦闘ではハヤトのガンタンクを翻弄。その後、出撃してきたガンダム（MA形態）を拡散ビーム砲で攻撃し、シックルアームで斬り付けてガンダムの右腕を損傷させたものの簡単に動きを読まれ、メインエンジンにビームサーベルを突き刺されたザクレロと共に爆死した。
劇場版ではGメカ自体が登場せず、ザクレロが登場する必然性もないため、彼の活躍するシーンは完全にカットされている。
『THE ORIGIN』では「ソロモン編」で登場、階級は軍曹。ザクレロ部隊を率いていた。功を急ぐタイプであり、ハヤトのボールを中破させたあとガンダムにも挑戦、アムロに「侮れない」と言わしめる腕前を見せたが、改造後のガンダムの高速行動には追従することができず、至近距離からの銃撃で撃墜された。
テレビアニメ『機動戦士Gundam GQuuuuuuX』では、強襲揚陸艦ソドンのMSパイロットとして、一年戦争末期のグラナダ防衛作戦に参加し、ソロモン要塞内に自爆用無人ザクを設置する。なお、ソドンのMSドック内には彼のパーソナルマークである射抜かれたハートを飾るザクが搭載されている。

### デラミン
声 - 永井一郎
チベの艦長で階級は准将。ウラガンには「艦長」と呼ばれる。デラミンも、大佐であるバロムを「司令」と呼んでいた。実質的指揮権は階級が下のマ・クベが握っており、マ・クベ不在の時に彼が指揮をしていた。テキサス・コロニー付近でホワイトベースと睨み合って膠着状態にあったが、バロムがワッケイン隊と戦闘に入った事を知り救援に赴こうとする。これを機に一気に均衡が崩れ、Gファイターの接近を許す。僚艦のムサイを次々に沈められ、自身の乗るチベもホワイトベースに撃破されて戦死。劇場版には登場しない。
コンスコンの設定画を流用した「非・安彦デザイン」キャラの一人。

### トクワン
声 - 政宗一成 / 戸谷公次（劇場版III） / 佐々木啓夫（『GQuuuuuuX』）
濃いあごヒゲと斜めに走る顔の傷が印象的なジオン将校で階級は大尉（32話では何故かマリガンに少尉呼ばわりされていた）。宇宙へ向かう機動巡洋艦ザンジバルの艦長も兼ねていたと思われるが、キシリアに無断でマッドアングラー隊を離れ木馬追撃任務を遂行するシャアに乗り込まれ（結果的に）艦を接収されてしまう。本来はビグロ（とリック・ドム）の実戦テストに使用するはずだったが、急遽ホワイトベースを追撃することとなる。
優れた身体能力を持っており、耐G能力に優れていたことから、ビグロのテストパイロットに抜擢された。またヘルメットには、角付きドクロが描かれている。デミトリーを始めとする部下からは大変慕われていたことが第32話のマリガンの説明で明らかになる。
テレビ版第31話では、大気圏離脱直後のホワイトベースと交戦。ビグロの猛スピードでホワイトベース隊を翻弄した。セイラのGブルイージーをクローで掴み放り投げた上に、アムロのGスカイをも圧倒する。急遽換装したガンダムのビームライフルをことごとく回避しつつ、メガ粒子砲とミサイルでさらに猛攻を加えた。双方が接近した際にビグロのアームにガンダムをひっかける形となり、急激な加速度のショックでアムロは気絶する。しかし、メガ粒子砲でとどめをさす寸前にアムロが意識を取り戻し、ビグロの弱点であるメガ粒子砲をビームライフルで撃たれ、愛機と共に爆死した。
劇場版『哀・戦士編』（ラストにワンカット出演）および『めぐりあい宇宙編』ではザンジバルの乗員としてのみの登場であり、ビグロとガンダムの戦闘シーンも全てカットされているため戦死していない。
『機動戦士ガンダム THE ORIGIN』では、フラナガン・ブーンの代理のような役回りでグラブロのパイロットとして登場、ガンダムに撃破され戦死している。
テレビアニメ『機動戦士Gundam GQuuuuuuX』では、強襲揚陸艦ソドンのMSパイロットとして、一年戦争末期のグラナダ防衛作戦に参加。リック・ドムに搭乗し、ソロモン要塞内の機雷原突破に手間取ったものの自爆用無人ザクを設置する。

### トルガン
声 - 塩沢兼人
ランバ・ラルの部下。敵討ちの際にハモンが一人ずつ声を掛け握手をする際に真っ先に声をかけられ、笑顔で敵討ちを誓った。

### トレノフ・Y・ミノフスキー
声 - 坂東尚樹（THE ORIGIN）
本作の多数の設定に関係する架空物質「ミノフスキー粒子」の発見者として、設定上存在する人物。ミノフスキー物理学の提唱者。出身に関しては宇宙世紀0025年サイド3に生まれたという説と、デギン･ザビの手によりサイド4からサイド3に移住したという説がある。のちに軍国主義へ急速な傾斜を見せるジオン公国において、自らの開発した技術が戦争に利用されることを恐れ、宇宙世紀0072年にサイド6を経由して地球連邦へと亡命。これらの技術は連邦側へも伝わることとなる。
漫画『機動戦士ガンダム THE ORIGIN』では、一年戦争以前からジオン公国でドズルの指揮下、モビルスーツの開発にも中心人物として携わっていた、という新たなキャラクター設定がなされている。彼自身が発見したミノフスキー粒子とその物理学を応用し、出力を落とすことなく驚異的な小型化に成功した新型の核エンジンが一度は中止命令が出たMS計画を存続させることになる。その後、ザビ家独裁の下で軍事国家へとひた走るジオンの動きを懸念し連邦への亡命を画策する（テム・レイはジオニックのMS計画が軌道に乗り、ミノフスキーを必要としない段階まで来たことも亡命の動機であると考えていた）も、その動きを察知したキシリアが送り込んだラル・シャア・黒い三連星という、後にエースパイロットと謳われることになる搭乗員たちが駆るMSの追撃を受ける。これに対し連邦軍も、博士を保護するために編成したばかりのMS部隊を投入するが、圧倒的力量差で全滅。博士の亡命は失敗に終わり、このとき撃破された連邦軍のガンキャノン試作タイプの下敷きとなって死亡した。またガンダム・ガンキャノンの開発者でアムロの父であるテム・レイは彼の直弟子ということになっている。
「サイバーコミックス」に掲載された漫画『STAMPEDE - ミノフスキー博士物語』（原作：高橋昌也、作画：沖一）では、宇宙世紀元年=西暦1969年説を取っており、幼い頃にチェルノブイリ原子力発電所事故により故郷を追われた経験が安全な核融合炉を作る動機となっている。

### ドレン
声 - 永井一郎（テレビ版・劇場版I） / 池田勝（劇場版III） / 宝亀克寿（特別版）/ 白熊寛嗣（THE ORIGIN） / 武田太一（『GQuuuuuuX』）
ジオン公国宇宙攻撃軍所属で階級は少尉（のちに大尉）。シャアの副官を務めるが、MSパイロットでもあるシャアは出撃することが多く、その間は旗艦ファルメルの指揮を任されている。シャアが地球にコムサイで降下した後も同行して補佐し、テレビ版第7話や第11話ではシャアと共にコムサイやルッグンを操縦し、コア・ファイターやホワイトベースと戦っている。シャアに偽装工作を依頼されるなど、彼に信頼されている描写がある。
シャアの左遷後は戦功を重ねて大尉に昇進し、ムサイ級軽巡洋艦3隻およびリック・ドムを擁するキャメル・パトロール艦隊の指揮官となる。テレビ版第32話で再登場し、ホワイトベースを追うシャアの挟撃要請に応えてホワイトベース隊に艦隊戦を挑む。当初はガンダムが出撃できなかったこともあり、互角に近い激闘を展開するが、リック・ドムは徐々に数を減らしたうえ、僚艦のトクメルが砲撃戦で撃沈される。さらには、参戦したガンダムによってスワメルを撃沈され、旗艦のキャメルもブリッジをビームサーベルで切り裂かれ、ドレンは生身のまま宇宙空間へ放り出される。劇場版『めぐりあい宇宙編』では、指揮官として部下を怯えさせないようノーマルスーツ着用を拒否する描写がある。こちらはビームライフルがブリッジに直撃したことにより、撃沈直前に正面ガラスに叩き付けられるという最期を迎え、シャアにその死を惜しまれる。
『機動戦士ガンダム THE ORIGIN』では、叩き上げの下士官からシャアの副官に落ち着くまでの経緯も若干描かれており、「ルウム編」で初対面ながらもお互いに多少の好印象を抱いていることがうかがえ、正式に副官となった後はファルメルの艦長職としての全権を任される。シャアの左遷中の行動は不明であるが、キシリアによって地球で原隊復帰した際には再び副官として、ジャブロー攻撃をサポートする。その後、シャアのマッドアングラー隊転任に伴い一足先に宇宙に上がってキャメル艦隊の指揮官となり、劇場版とほぼ同じ展開で最期を迎える。
テレビアニメ『機動戦士Gundam GQuuuuuuX』では、シャアが強奪したガンダムとペガサスをドズルの元に届けた後、座乗艦をファルメルから鹵獲艦ペガサスを改修したソドンに移す。
一年戦争末期のグラナダ防衛作戦では、ジオン公国軍唯一の強襲揚陸艦ソドンを駆って地球連邦軍コンペイトウ直掩艦隊への中央突破とソロモンへの突撃上陸を敢行、MS部隊の揚陸を成功させ、シャアの赤いガンダムを除く全MSの回収とソロモンからの撤収にも成功し、ガンダム史上初めてホワイトベース（作中ではソドン）を本来の揚陸艦として運用した指揮官となった。ソロモンの爆破には失敗したが、赤いガンダムを爆心地としたゼクノヴァの発生により、ソロモン落下阻止とグラナダ防衛には成功し、ソドンのメイン・ブリッジからゼクノヴァを目撃する。
小説版での階級は、デニム、ムサイ艦長と並ぶ中尉。同僚2人と共にシャアを嫌っており、彼の若さをあなどるという一面が描かれるが、シャアの年齢に合わない落ち着きぶりを認めてもいる。また、シャアからは「文官上がり」と評されて反応の鈍さに不満を持たれている。

### トワニング
声 - 佐藤正治（テレビ版・第40・42話） / 二又一成（テレビ版・第43話） / 藤城裕士（劇場版） / 岸野一彦（特別版） / 一条和矢（機動戦士ガンダム U.C. ENGAGE）
ア・バオア・クー防衛戦の最中、キシリアによるギレン暗殺の場に居合わせた将校。階級は准将。司令室に沈黙が続く中でギレンの「名誉の戦死」を宣言し、将校たちの動揺を鎮めてキシリアの指揮権継承を認めた。その後、戦況の悪化に伴い、キシリアに命じられてひそかに彼女の脱出の手筈を整えた（その際、降伏後の自分の身柄についてキシリアへ特別な配慮を要請している）。キシリアにリック・ドムやゲルググの動きが悪いことを指摘された際には、パイロットが学徒動員兵であることを説明している。テレビでは口ヒゲを生やしており、眉毛がない風貌。基本的に緑の内勤服を着用しているが、カーキ色に黒マントの外勤服姿の原画も混在している。
地球連邦軍への降伏後について、雑誌企画『ガンダム・センチネル』では映像中の発言に準じる形で、ア・バオア・クーの指揮権を引き継いで降伏した後、戦犯として裁かれて極辺の収容所に囚われたもののアクシズへ脱走し、第一次ネオ・ジオン抗争前には艦隊司令の任に就くという経緯が語られた。ニューディサイズ残党軍に支援するという口実でゾディ・アックを譲渡した後、地球連邦軍のα任務部隊と遭遇して戦うが、ネオ・ジオンの宣戦布告前だったためにすぐに後退している。『センチネル』の作中では、その後の消息は語られていない。
その一方、第43話でシャアにヘルメットを譲って息絶えた兵士がトワニングであるという解釈がある。この兵士は実際にはトワニングとヒゲが似ている程度で、脚本でも兵士と記されているだけの別人であるが、声は第42話のトワニングと同じく佐藤正治が演じている（テレビ版）。勁文社のゲームブック『機動戦士ガンダム 最期の赤い彗星』ではこの兵士をトワニングとしており、生存していた彼がアクト・ザク、ガルバルディ、ペズン・ドワッジといったペズン計画のMSでシャアに襲いかかるという展開が描かれている。
劇場版『III』の制作時に改めて安彦良和により、デザイン設定画が描かれた。『機動戦士ガンダム THE ORIGIN』ではさらにキャラクター変更がなされ、キシリアの右腕的存在としてグラナダより付き添う副官として描かれたが、彼女とともに母艦パープル・ウィドウ艦橋でシャアの狙撃を受け、戦死する。眉毛は薄く、口ヒゲのみならず顎ヒゲも生やした細面の風貌となっていた。
漫画『機動戦士ガンダム ギレン暗殺計画』では、グワジン級「グワリブ」に座乗するキシリアに謁見し、ア・バオア・クーへ戻る旨を伝え、その際に自分はギレンに仕えるとともにザビ家に仕える身であるとした上で、切迫した状況下での「兄妹喧嘩」は控えるよう上申する。
漫画『MSV-R 虹霓のシン・マツナガ』では、宇宙世紀0079年2月のグラナダ基地でのキシリアの演説にマ・クベらとともに列席している。

## ハ行

### バイス
声 - 永井一郎
マ・クベの配下。レーダーに感知されないよう装備を全てプラスチック製にした上でリフトジェットで接近し、ホワイトベースにプラスチック爆弾を仕掛ける特殊工作隊の隊長。見事に任務を果たし、ホワイトベースはミノフスキー粒子発射口・ECM発信器を破壊されてしまう。これによりマ・クベの仕掛けた罠に掛かったホワイトベースは大型メガ粒子砲の直撃を受けて大破することになる。劇場版には登場しない。

### バイソン
声 - 飯塚昭三
ガルマの部下。ドップに乗りホワイトベースに攻撃を仕掛ける。ガンペリーから秘かに発進したガンダムの攻撃で戦線が混乱をきたし、地上のマゼラアタック部隊と同士討ちを演じた末に総崩れとなって退却を余儀なくされた。劇場版には登場しない。

### バタシャム
声 - 政宗一成
ジオン公国軍のモビルスーツパイロットで階級は中尉。テレビ版第40話に登場し、初陣となるララァのエルメス護衛のため、部下と共にリック・ドムに乗り出撃する。ベテランパイロットだった彼と部下は実戦経験のないはずのララァが圧倒的なニュータイプ能力を見せつけるのを目撃し、戦うのがバカバカしくなり護衛を放棄、エルメスの後方に下がる。帰艦後、上官シャアにこの事を叱責されるが、ララァを妬んでいたと正直に告白した。テレビ版第41話の戦闘では、母艦のザンジバルが撃沈され、かつて護衛していたララァも戦死した。生還したのはシャアだけだったため、バタシャムも戦死したと見なされる。
なお、彼はゲビルの、部下はハンブルの設定画を流用したキャラクター。リック・ドムの1/144プラモデルのパッケージには、搭乗パイロットとして彼の姿がある。劇場版には登場しない。

### バムロ
声 - 永井一郎
8話にて、ホワイトベースがジオン公国軍部隊との一時休戦中に、偵察機ルッグン（コードネームはビッグ・ジョン、その時の副操縦士はコム）に乗り、ホワイトベースの避難民を降ろす動きを監視する。セント・アンジェに向かおうとしていた避難民、ペルシア親子を気遣い救助物資を投下する。その後、秘かにガンペリーから発進したガンダムの放った反射光をバムロは見逃さず、攻撃したためにやむなくアムロにルッグンを撃墜される。一命を取り留め、ペルシア親子に手当をしてもらった後、この荒野こそが一年前までセント・アンジェだった場所だとペルシアに告げ、コムと共に原隊に復帰する。その後の消息は不明。
劇場版には登場しなかったが、『機動戦士ガンダム THE ORIGIN』にはペルシア母子ともども登場を果たしている。
ことぶきつかさの漫画『機動戦士ガンダム デイアフタートゥモロー ―カイ・シデンのメモリーより―』では、0105年にサイド3コロニー「ズム・シティ」に建設された「一年戦争記念館」のオブザーバーを買って出たロイ・ユングのお目付け役のMSパイロットとして登場。連邦軍の制服を着ているもののコスチュームの可能性があり所属不明だが、階級は曹長と名乗る。

### バロム
声 - 滝雅也 / 屋良有作（劇場版III） / 池田勝（ギレンの野望シリーズ） / 水鳥鐵夫（PERFECT ONE YEAR WAR）
テレビ版第36話に登場する。キシリアの部下で階級は大佐。デラミンからは「司令」と呼ばれている。ソロモンが陥落しなかった場合のみという限定的なマ・クベ付きの参謀として艦隊に随伴していた。キシリアの命令によりソロモンの救援に向かう途上で、ソロモンから脱出してきた友軍と遭遇。ソロモンへ急行するため脱出艇を見捨てようとしたマ・クベに「宇宙で戦う兵士の心がわかっていない」と諫言。マ・クベはこれを受け入れ、脱出艇の回収を行った。ゼナとミネバは救われたがソロモン救援には間にあわず、当初の任務は果たせなかった。
テレビ版第38話では、マ・クベの命でゼナとミネバをグラナダへ送り届けた後、デラミン艦隊との合流を急ぐ途上でワッケイン大佐が乗るマゼラン級戦艦に発見され、奇襲攻撃を受ける。その際に初撃でMSデッキを撃ち抜かれてしまい、また純粋な火力では戦艦には敵わず、乗艦チベと共に戦死。なお、彼の乗るチベはカラーリングが通常のワインレッドではなく、ムサイのような緑色だった。
富野による原案では、気に入らないマ・クベを亡き者にしようとシャアと共に画策し、ドワッジ（リック・ドムの最初の名前）に乗り込んでアムロと交戦するというテレビ版と比べて非常に器の小さい人間として描かれている。「非・安彦デザイン」キャラの一人。劇場版ではゼナとミネバを救出するシーンのみに登場し戦死はしていない。

### ハンブル
声 - 永井一郎（話数不明） / 飯塚昭三（話数不明） / 田中康郎（劇場版I）
ジオン公国地球方面軍の戦闘機パイロット。ガルマの下でドップ小隊を預かる。ガンタンクを目撃してその破壊力に驚愕する。テレビ版では途中で声が入れ替わっていた。

### ビービ
声 - 永井一郎 / 緒方賢一（劇場版I）
ジオン公国地球方面軍の戦闘機パイロットで、ガルマに随伴し護衛を務める。背中のロケットノズルでジャンプして空中戦を展開するガンダムを目の当たりにして驚愕した直後、バズーカ（劇場版ではビームライフル）で乗機のドップを撃墜され戦死。

### フィックス
声 - 古川登志夫
シャアに率いられマチュウらと共にノーマルスーツ姿の特殊工作部隊としてルナツーへ奇襲をかけ、さらにザクに乗り込み出撃した。ホワイトベースによるマゼラン艦排除の爆風に機体を巻き込まれて戦死。

### フラナガン
Flanagan
声 - 永井一郎 / 松岡文雄（劇場版III、ギレンの野望 ジオン独立戦争記） / 星野充昭（特別版） / 大友龍三郎（ギレンの野望シリーズ〈ジオン独立戦争記を除く〉） / 下山吉光（ガンダムさん） / 白熊寛嗣（『GQuuuuuuX』）
ジオン公国のニュータイプ研究所「フラナガン機関」の設立者。脳波を増幅させる装置「サイコミュ」を開発し、エルメスに実装してビットの遠隔操作テストをおこなう。
テレビシリーズと劇場版ではキャラクターデザインが大きく異なる。テレビ版は目の小さい白髪のふさふさした温厚そうな痩身の老人だったが、安彦良和による劇場版デザインではやや年齢が若返り、大きな目で頭皮は薄毛、頭髪もヒゲも黒い太ったアクの強い中年男性となっていた。安彦によればユダヤ系とのこと。テレビ版は「非・安彦デザイン」キャラクターの一つ。テレビ版の人物は研究員若しくは助手であり、劇場版に登場した人物がフラナガン本人であるという説もある。なお、劇場版では助手も登場している。一年戦争におけるジオン公国の敗戦と同時にフラナガン機関は解散されるが、その後の消息は不明。
劇場版Ζガンダムの系譜に属する漫画『機動戦士Ζガンダム デイアフタートゥモロー ―カイ・シデンのレポートより―』においては健在であり、ティターンズのニュータイプ研究所に多数の弟子が存在する。また、本来の研究の意味を見失った多くの弟子たちについて懸念を示していることがカイの口から語られている。
小説版では、フルネームは「フラナガン・ロム」とされる。若いのに階級の高いシャアに対して慇懃無礼な態度を取ったりと、どちらかというと狡猾で小心な人物として描かれた。実験を行っていたテキサス・コロニーでペガサス隊の攻撃を受け、未完成のエルメスで発進しようとするララァに動揺するも、「このままではザンジバルも沈む」というララァに圧倒されて仕方なく出撃を認める。その後キシリアから「フラナガンの『遺産』」という発言が出ており、結局崩壊するテキサス・コロニーからの脱出に失敗して死亡した模様。
OVA『機動戦士ガンダム 第08MS小隊 ラスト・リゾート』では、フラナガン機関の被験者であった少年少女の回想シーンに登場し、冷酷な実験を施すフラナガン（容貌は劇場版と同様）の姿がわずかに映っている。
『機動戦士ガンダムTHE ORIGIN』では「ララァ編」より登場。ララァの有能性をほくそ笑みながら自慢気に語り、アムロの誘いに乗るシャリア・ブルを「愚か者だ」と大声を張り上げ怒りを露にするなど、感情的な人物として描かれている。
漫画『MSV-R 虹霓のシン・マツナガ』では、研究所で被験者マレーネ・カーンがまだ伝えていないドズル・ザビの死を感じ取り、ニュータイプに覚醒したことに驚く。容貌は劇場版と同様。
「トミノメモ」では「ソフィア」の名で呼ばれており、テム・レイはソフィアの唱えたMSのマグネットコーティング理論を地球連邦に横流ししたために、フラナガン機関に抹殺されたことがモスク・ハンより語られている。

### フラナガン・ブーン
声 - 永井一郎 / 蟹江栄司（劇場版II） / 大友龍三郎（ギレンの野望シリーズ） / 青山穣（『機動戦士ガンダム 一年戦争』）
潜水艦ユーコン艦長で階級は大尉。マッド・アングラー隊の別働隊を指揮する。
第28話にて、ホワイトベースに潜入したスパイ107号（ミハル）と接触するため、民間（ベルデ漁業組合）の飛行機がジオン戦闘機の攻撃に遭ったように装ってホワイトベースに救助を求め、部下のキャリオカと共に潜入に成功する。また、トイレに立つフリをしてミハルとの音声通話にも成功し、ホワイトベースの目的地が南米ジャブロー宇宙船用ドックとの情報を入手している。
その後、一連の作戦でMS4機を失った責任を感じ、シャアからグラブロを借り受けて出撃する。この時、マッド・アングラーにはズゴックが5機残っていたが、そのうちでブーンが連れていったのはグラブロが牽引できる2機のみである。ブーンはホワイトベースに追いつくとガンダムの片足を掴んで引きちぎるが、それがかえってガンダムに自由を与えることとなり、グラブロのコクピットをビームサーベルで貫かれて戦死したうえ、牽引していたズゴックを2機とも撃破された。なお、劇場版ではミハルの発射したガンペリーのミサイルで戦死している。
『THE ORIGIN』では、アニメ版と同様にマッド・アングラー隊の一員として登場するが、ホワイトベースへの潜入以降はグラブロへの搭乗役がトクワンとなっており、それ以降には登場しない。
ゲームブック『機動戦士Ζガンダム ジェリド出撃命令』ではエース・パイロットの一人として名が挙がり、「海の狼」という異名を持つとされる。
ウェブコミック『機動戦士ガンダム フラナガン・ブーン戦記』では、彼の視点で一年戦争が描かれる。ベルファスト出身で、家は代々漁師を営んでいたが、彼が3歳のときにサイド3に移住したとされる。潜水艦隊「ナーガIII」の隊長となり、のちに創設されたマッド・アングラー隊に編入される。

### フランシィ
劇中で名前のみ呼ばれる。名前の表記は劇場版のアフレコ台本によるが、テレビ版第32話では「フラシィ」と呼称されている。
ドレン率いるキャメル・パトロール艦隊に所属するリック・ドムのパイロットのひとり。ホワイトベース隊との交戦中、未だガンダムを発見していないことを旗艦「キャメル」のブリッジ付近で報告するが、直後に直撃弾を受けてドレンの眼前で戦死。

### ヘイブ
声 - 塩沢兼人
クリンク中尉の部下でド・ダイYSの連携運用隊のグフのパイロット。クリンクのド・ダイYSと組んでミデア編隊を攻撃していた。アムロのコア・ファイターを攻撃しようとした瞬間にガンキャノンの砲撃でド・ダイが爆発し、地上に追い落とされる。地上戦では右手指のマシンガン（本来、グフの手に内装されたマシンガンは左手）やヒートロッドでガンダムを苦しめるが、急に反転したガンダムのビームサーベルでヒートロッドと片脚を切断される。その直後に「や、やられた！エンジン、エンジンを」と叫びグフごと爆死。劇場版には登場しない。

### ボラスキニフ
声 - 戸谷公次 / 池田勝（劇場版II）
階級は曹長。ゾックに搭乗してジャブロー攻略の先発隊として出撃し、内部へ通じる宇宙船用ドックの入口を発見する大手柄を立てる。シャア・アズナブルの乗るズゴックの脱出を援護すべくビームを乱射したが、ガンダムのビームライフルでコクピットを射抜かれ戦死。(29話)劇場版ではゾックの撃破シーンがカットされているため、生死は不明。
『THE ORIGIN』では、「オデッサ編」にて登場。ベルファストではゴックを撃破されたために撤退した後、グラブロと共に太平洋にてホワイトベース追撃戦に参加するが、スレッガー・ロウによって撃破された。
曽野由大の漫画 『アッガイ博士』では、地球侵攻作戦直前に開催された全MSメーカーの水陸両用MSによる競技会でもゾックに搭乗している。

## マ行

### マーシー
声 - 戸谷公次
ゴッグのパイロット。ラサと共に出撃し、ベルファスト基地を襲撃した。ガンダムのハイパーハンマーをゴッグの両手で受け止めるなど手強いところを見せたが、出撃してきたGブルに飛びかかろうとしたところをビームキャノンで貫通され、戦死。
テレビ版第26話ではエンディングで担当声優が二又一成と表記されるなど、ラサとの混同部分が見られる。その後、劇場版IIでは実際にラサを戸谷が演じている。
『フラナガン・ブーン戦記』では、ナーガIII隊所属で、のちに同隊はマッド・アングラー隊に編入される。。

### マーチ
声 - 二又一成
マ・クベ麾下のMSパイロットでクリンク中尉の部下。グフに搭乗し、マチルダ補給部隊を襲撃した。ヘイブのグフ撃破後の爆風により動力系をやられたガンダムをあと一歩というところまで追い詰めるが、ミデアに積まれていたGファイターを操縦するハヤトの支援により、ド・ダイYSを破壊され地上へ追い落とされる。そのとき空中で、ガンダムのビームサーベルを宙返りで回避するという荒技を見せた。そして着地後、なおも指のバルカンで攻撃するが、シールドを投げつけられ倒れたところへビームサーベルをコクピットに突き立てられ、戦死。劇場版には登場しない。

### マイヤー
声 - 滝雅也 / 屋良有作（劇場版） / 長嶝高士（特別版）
階級は少尉（設定画より）。ソロモン防衛戦の際にドズル・ザビに付き従い、ビグ・ザムの副パイロットとして出撃する。ソロモンの陥落を悟ったドズルに脱出を促され一度は異を唱えるも、彼の意を汲んでほかのパイロットとノーマルスーツ姿でザクに曳航され、ドズルへ敬礼しつつソロモンを後にする。
『コミックボンボン』1984年4月号掲載の短編漫画「エースパイロット列伝 シン＝マツナガ」では、ルウム戦役でシン・マツナガ中尉（当時）とチームを組み、専用のザクIIに搭乗し出撃したドズルの護衛を務めている。彼らは護衛しながらもザクIIで5隻のサラミス級を撃沈したという。当時から少尉とされる。
漫画『MSV-R 虹霓のシン・マツナガ』では、主要人物の一人となっている。一年戦争緒戦はマツナガとともに一等兵（ノーマルスーツの襟章より）としてグリーンバーガー中尉率いる小隊に配属。隊長の戦死後、（階級は異なるが）上記と同様にドズルの護衛を務める。その後は中尉に昇進したマツナガの部下となり、オルガ・タルヴィティエとともにソロモンのドズル親衛隊に配属される。宇宙世紀0079年9月までには少尉に昇進し、ザクII FS型に搭乗している。ソロモン脱出後はゼナおよびミネバ・ザビと同じグワジン級に救護され、以降はザクII F型に搭乗（階級も中尉とされる）。終戦直前、ゼナとミネバを乗せてアクシズへ向かうグワジン級に同行、追撃する連邦軍艦隊を迎撃するが、オルガのリック・ドムが損傷を受けたため連れて後退。その後は教官となり、宇宙世紀0096年の時点では結婚して3人目の子供（女児）をもうけている。

### マイル
19話に名前のみ登場。ランバ・ラル隊の歩兵でソドンの町のレストランでサグレドと歩哨の任に就いていた。

### マグ
声 - 龍田直樹 / 石川ひろあき（特別版）
アムロのコア・ファイターが目撃されたとの情報により難民キャンプを見回りに来たジオン兵の一人。同僚のロスがアムロの銃撃を受けて倒れるのを見るや、慌ててその場を走り去り、ロスを置き去りにしたまま乗ってきた車で逃走した。
劇場版にて名前を付与された。

### マジソン
声 - 二又一成
マッドアングラー隊の一員で、シャアや赤鼻と共にジャブローに潜入した特殊工作部隊の一人。シャアとは別行動を取ったグループだったため、ジム製造工場への潜入に成功。ラムジと共に時限爆弾を設置している途中、紛れ込んできたカツ・レツ・キッカの三人組に気付かれロープで縛り上げる。なお、ラムジへ敬語を使っていたので階級は彼より低いと思われる。ジャブローから脱出しようとする途中でガンダムの追撃を受けアッガイを撃破されて戦死。

### マチュウ
声 - 政宗一成（テレビ版・第3話） / 広瀬正志（テレビ版・第4話）
ザクのパイロット。ルナツーに奇襲をかけ、シャア専用ザクのヒートホークとビームサーベルで鍔競り合いをしていたガンダムを背後からザクマシンガンで攻撃しようとして、後ろ手でもう一本のビームサーベルを突き刺され戦死。劇場版には登場しない。

### マリガン
声 - 塩沢兼人（テレビ版・第26・27・32〜34話） / 戸谷公次（テレビ版・第29・41話） / 二又一成（テレビ版・第37話） / 佐藤正治（テレビ版・第40話） / 緒方文興（特別版） / 斉藤壮馬（『GQuuuuuuX』）
物語中盤キシリア配下となって大佐に昇進してからのシャアの副官で、階級は中尉。前の副官ドレンは叩き上げで恰幅のいい豪放なタイプだったが、それとは正反対の線の細い生真面目なエリートタイプ。
32話でデミトリーをシャアに無断で出撃させてしまい、さらにそれが撃破されたことで、シャアに借りを作ってしまう。この借りは40話で返した。37話ではゲルググで出撃するシャアにノーマルスーツ着用を進言しているが、断られている。41話でゲルググとエルメスがガンダムと交戦中にホワイトベースと交戦。乗艦ザンジバルは撃沈され、マリガンも戦死した。劇場版ではザンジバル撃沈シーンがカットされているものの、いつの間にか戦死したことになっている。
『機動戦士ガンダムTHE ORIGIN』では軍人として模範的な考え方をする側面が強調され、型破りなシャアには終始翻弄されていた。たびたびシャアの身を案じ諫言するが「私に意見をするな」と聞き入れられなかった。キシリアが密かにズム・シティに向かうためシャアのザンジバルを借りた際に指揮しており、緊張するマリガンはキシリアから直接「努めて普段どおりにふるまえ」と言われている。
テレビアニメ『機動戦士Gundam GQuuuuuuX』では強襲揚陸艦ソドンのクルーとして登場。一年戦争後の宇宙世紀0085年では大尉に昇進しており、キシリアのギレン暗殺に協力する。その後、チベ級パープルウィドウで戦場から撤退しようとした直後、シャアが搭乗する赤いガンダムのバズーカの直撃を受けキシリア共々死亡する。

### ミサキ
声 - 鈴置洋孝
ランバ・ラル隊の生き残りの一員。出撃前にハモンから2番目に声をかけられた角刈りの若い兵士。

## ラ行

### ラコック
声 - 塩沢兼人 / 戸谷公次（劇場版III） / 宮田浩徳（特別版）
テレビ版第35、36話に登場。宇宙要塞ソロモン内でドズルの副官を務める参謀で階級は大佐。ドズルが妻子の元へ行くときなど不在の場合は指揮を任せている。またドズルはコーヒーを飲む際にも彼に頼んでいる。キシリアの第七師団への救援要請を提案するが、意地を張るドズルに却下されてしまう。ソロモン防衛戦では、ビグ・ザムが単機特攻をかけて時間を稼ぐ間に残存戦力をまとめ、ソロモン陥落の前に脱出せよとドズルに命じられる。だが脱出艦隊はホワイトベース隊の追撃とソーラーシステムの第2射で大損害をこうむる。これ以降は登場しない。漫画『THE ORIGIN』ではシャアの艦隊に救助されている。
漫画『MSV-R 虹霓のシン・マツナガ』では、一年戦争の緒戦からドズルの副官を務めている。その後のサイド3のオフィスで、コロニー内の警備に当たるシン・マツナガ中尉（当時）に捕虜であるレビル将軍の収監場所の資料を渡している。終戦直前には、ゼナおよびミネバ・ザビをアクシズに送り届けるべく艦隊の指揮をとっている。
劇場版Ζ機軸で描かれた漫画『機動戦士Ζガンダム デイアフタートゥモロー ―カイ・シデンのレポートより―』にも登場し、このときは地球でカラバに協力していた。最終話ではカイの部屋に貼られた写真の中で（劇場版『機動戦士Ζガンダム』のラストで地球へ行った）ミネバと共にいる姿が見られる。また、一年戦争時に比べてだいぶ頭髪が薄くなっている。

### ラムジ
声 - 鈴置洋孝
マッドアングラー隊の一員で、シャアや赤鼻と共にジャブローに潜入した特殊工作部隊の一人。シャアとは別行動を取ったグループだったため、ジム製造工場への潜入に成功。マジソンと時限爆弾を設置している途中、紛れ込んできたカツ・レツ・キッカの三人組に気付かれロープで縛り上げる。マジソンが彼に敬語で応答していたことから、階級はマジソンよりも上と思われる。その後ジャブローからの脱出時にガンダムの追撃を受けてアッガイを撃破され戦死。なお、劇場版では戦死したのは赤鼻のみで、彼を含めた他の工作員は無事にアッガイで脱出した模様。
テレビ版の劇中でシャアが「ラジム」と呼んでいるため、関連雑誌記事等ではそちらの呼称で紹介される場合が多いが、安彦良和による設定画には「ラムジ」と明記されており（ちなみに劇場版でも呼称は「ラムジ」へと改められている）、本項では設定上の呼称に準拠する。

### ラング
声 - 二又一成
装備を全てプラスチック製にした上でレーダーに探知されないようリフトジェットでホワイトベースへ接近し、プラスチック爆弾を取り付ける特殊任務に就いていた若い兵士。新兵のようだが、隊長のバイスと対等に喋っていた。作戦前の緊張から顔面ににじんだ汗を拭こうとしてヘルメットに気づき、苦笑しながらポンとヘルメットを叩く描写がある。劇場版には登場しない。

### リー・ホワン
声 - 戸谷公次
29話に声と名前のみ登場。ジオン公国軍人。ズゴックに搭乗し、シャアと共に地球連邦軍の本部ジャブロー総攻撃に参加するが、ガウ攻撃空母からの降下中にシャアが避けた対空砲火のミサイルが命中し戦死。劇場版には登場しないが、彼のズゴック撃墜シーンは「哀 戦士編」に流用されている。

### リオ・マリーニ
声 - 二又一成 / 島田敏（劇場版III） / 岸尾大輔（特別版）
ア・バオア・クーでシャアにジオングの使い方を説明し、コックピットまで案内する。アニメ劇中では氏名不詳であるが、スマートフォンゲームアプリ『機動戦士ガンダム U.C. ENGAGE』のイベント「アムロシャアモード」で「リオ」とされた。この名前の初出は小説作品集『ガンダムNOVELS―閃光となった戦士たち』収載の「月光の夢 宇宙の魂」であり、フルネームはこちらによるほか、ゲームアプリ『スーパーガンダムロワイヤル』でもフルネームで登場する。
シャアに、ジオングの完成度が80パーセントであると上層部から言われたことと、脚が付いていないことを指摘されるが、現状で100パーセントの性能を発揮出来る、宇宙空間では脚など飾りに過ぎないのにお偉方にはそれが理解出来ないのだと断じている。また、シャアに自分がサイコミュを使いこなせるか尋ねられるが、本人のニュータイプ能力が未知数であるため保証できるわけがないと歯に衣着せずに答え、シャアにはっきりした言い方が気に入らないと返される。シャアがコックピットに搭乗する際には、気休めかもしれないと前置きしつつもシャアならうまくやれると彼なりの激励の言葉をかけて見送っている。
「月光の夢 宇宙の魂」では、ジオニック社の社員でジオングの開発に携わったとされる。ア・バオア・クーでは、シャアを送り出したあとにみずからも旧式のザクで出撃している。
漫画『機動戦士ガンダム C.D.A. 若き彗星の肖像』では、宇宙世紀0083年時点の公国軍残党の拠点のひとつ「アムブロシア」のチーフ・メカニックとして登場。同拠点を訪れたシャアと再会し、保管されていたジオング3号機のもとに案内する。同機は脚が追加された完全体であり、脚はまんざら飾りではなく機動性が向上したと以前の発言を撤回している。本作でも名前については触れられていない。
漫画『機動戦士ガンダム THE ORIGIN』では、「サキオカ」という名前で登場。階級は少尉で、丸顔で頭身の低い体型になり、安彦曰く「オタクっぽいイメージ」の人物（モデルは『THE ORIGIN』の設定全般を担当した岡崎昭行）に変更されている。シャアがジオングに搭乗する際には眼鏡を掛けていないが、室内でカップ麺を食べている最中にシャアから呼ばれた際に、眼鏡を掛けるシーンが描かれている。ア・バオア・クーからの脱出の際には貴重な試作機であるビグロを運び出そうと試み、上官にとがめられている。

### ロス
声 - 戸谷公次 / 寺田誠（劇場版I）
アムロのコア・ファイターが目撃されたとの情報により難民キャンプを見回りに来たジオン兵の一人。難民キャンプの子供にチョコレートをちらつかせ戦闘機の情報を聞き出そうとして失敗している。捜索中にカマリアがアムロを隠していたベッドからホワイトベース呼び出し信号ブザーが鳴り響き、怪しんでベッドに迫ったところをアムロに拳銃で撃たれ重傷を負う。劇場版での生死は不明だが、テレビ版では辛うじて一命は取り留めている。
劇場版にて初めて名前が付与された。